# Guess Who (EP)
Guess Who (stiliserat GUE?? WHO) är den fjärde EP-skivan av den sydkoreanska tjejgruppen Itzy, utgiven den 30 april 2021 av JYP Entertainment. EP:n lanserades för förhandsbeställning den 22 mars och innehåller sex spår, däribland ledsingeln "In the Morning". Den fysiska utgåvan finns tillgänglig i tre versioner: Day, Night och Day&Night. EP:n är primärt en rap-orienterad k-pop-skiva som kombinerar element av EDM, hiphop, danspop, trap och bossa nova.

## Låtlista
| Nr           | Titel           | Text                                         | Musik | Arrangemang                                             | Längd |
| ------------ | --------------- | -------------------------------------------- | --- | ------------------------------------------------------- | ----- |
| 1.           | In the Morning  | J.Y. Park "The Asiansoul", KASS, danke, LYRE | LYRE, J.Y. Park "The Asiansoul", earattack, KASS, Lee Hae-sol                                                        | LYRE, J.Y. Park "The Asiansoul", Lee Hae-sol, earattack | 2:52  |
| 2.           | Sorry Not Sorry | JQ                                           | Shim Eun-ji, Lee Min-young (EastWest), Yeul (1by1)                                                                   | Lee Min-young (EastWest), Yeul (1by1)                   | 3:09  |
| 3.           | Kidding Me      | Kobee, Holy M, KASS                          | Kobee, Holy M | Kobee, Holy M                                           | 3:33  |
| 4.           | Wild Wild West  | earattack                                    | Andy Love (153/Joombas), earattack                                                                                   | earattack                                               | 3:23  |
| 5.           | Shoot!          | Lee Ha-jin, Mad Clown, Kim Seung-min         | Alexander Pavelich, Maria Hazell, Jerker Olov Hansson, Gigi Grombacher, Joakim Harestad Haukaas, Evard Forre Erfjord | Joki, Erfjord                                           | 2:19  |
| 6.           | Tennis (0:0)    | JQ, Vacation (makeumine works)               | Coach & Sendo, Cazzi Opeia, Alex Chang Jien                                                                          | Coach & Sendo                                           | 3:39  |
| Total längd: | Total längd:    | Total längd:                                 | Total längd: | Total längd:                                            | 18:58 |